# قشلاق یل اتان الهوردی گویا
قشلاق یل اتان الهوردی گویا یک روستا در ایران است که در استان اردبیل واقع شده‌است.